# Vice-primeiro-ministro do Vietnã
O vice-primeiro-ministro do Governo da República Socialista do Vietnã (em vietnamita:  Phó Thủ tướng Chính phủ nước Cộng hòa xã hội chủ nghĩa Việt Nam), conhecido como vice-presidente do Conselho de Ministros (em vietnamita:  Phó Chủ tịch Hội đồng Bộ trưởng) de 1981 a 1992, é um dos mais altos cargos do Governo Central. Ao longo da história, o vice-primeiro-ministro foi responsável por ajudar o primeiro-ministro a lidar com as políticas internas do Vietnã. Como o Vietnã é um Estado de partido único, com o Partido Comunista do Vietnã sendo o único partido permitido pela constituição, todos os vice-primeiros-ministros da República Democrática e da República Socialista foram membros do partido enquanto ocuparam o cargo.
Existem atualmente sete vice-primeiros-ministros: Nguyễn Hòa Bình, Trần Hồng Hà, Lê Thành Long, Hồ Đức Phớc, Bùi Thanh Sơn, Nguyễn Chí Dũng e Mai Văn Chính. Cada vice-primeiro-ministro é responsável por uma área específica do país.
O Vice-Primeiro Ministro Permanente, também conhecido como Primeiro Vice-Primeiro Ministro (em vietnamita:  Phó Thủ tướng Thường trực Chính phủ), é um alto membro do Governo Central e geralmente um membro do Politburo. O vice-primeiro-ministro permanente ocupa o segundo lugar no gabinete, depois do primeiro-ministro e acima de todos os outros vice-primeiros-ministros e ministros. Este cargo é atualmente ocupado por Nguyễn Hoà Bình desde agosto de 2024. Todos os vice-primeiros-ministros são nomeados pelo Primeiro-Ministro com o consentimento da Assembleia Nacional.

## Vice-primeiros-ministros daRepública do Vietnã do Sul(1969–1976)
| Nº [note 2] | Nome (nascimento-morte)     | Retrato | Assumiu o cargo    | Deixou o cargo     | Presidente do governo |
| ----------- | --------------------------- | ------- | ------------------ | ------------------ | --------------------- |
| 1           | Phùng Văn Cung (1909–1987)  | —       | 6 de junho de 1969 | 2 de julho de 1976 | Huỳnh Tấn Phát        |
| 2           | Nguyễn Văn Kiết (1906–1987) | —       | 6 de junho de 1969 | 2 de julho de 1976 | Huỳnh Tấn Phát        |
| 3           | Nguyễn Đóa (1896–1993)      | —       | 6 de junho de 1969 | 2 de julho de 1976 | Huỳnh Tấn Phát        |
| 4           | Trịnh Đình Thảo (1901–1986) |         | 6 de junho de 1969 | 2 de julho de 1976 | Huỳnh Tấn Phát        |